# 포르투갈 축구 국가대표팀
포르투갈 축구 국가대표팀(포르투갈어: Selecção Nacional de Futebol de Portugal)은 포르투갈을 대표하는 축구 대표팀으로 유럽 축구의 강호로 불리는 팀들 가운데 하나이며, 1921년 12월 18일 스페인과의 국제 A매치 데뷔전에서 1-3으로 패했다. 홈 구장은 리스본 서쪽의 오에이라스에 있는 이스타디우 나시오날이며, 감독은 로베르토 마르티네스이다.
최장기간 재임한 감독은 UEFA 유로 2016에서 사상 첫 메이저대회 우승으로 이끈 페르난두 산투스다.

## 국제 대회 경력

### FIFA 월드컵
1966년 FIFA 월드컵을 시작으로 7번의 월드컵 본선에 올랐다. 처음으로 출전한 1966년 대회에서 에우제비우의 활약에 힘입어 3위에 입상하는 돌풍을 일으켰다. 이후 1986년 대회에서 20년 만에 2번째 월드컵 본선에 올랐지만 그나마도 조별리그에서 탈락했고 1998년 대회까지는 유럽 지역 예선에서 계속 탈락의 고배를 마셨다가 2002년 대회에서 16년 만에 다시 월드컵 본선에 오른 이후 5회 연속 월드컵 본선 진출에 성공했고 특히 2006년 대회에서 4위에 이름을 올리면서 무려 40년만에 월드컵 4강에 오르는 기염을 토했다. 그러나 2002년 대회 및 나머지 3번의 대회(2010년, 2014년, 2018년)에서는 조별리그 혹은 16강에서 탈락하는 수모를 당했다.

### UEFA 유럽 축구 선수권 대회
1984년 대회를 시작으로 현재까지 8번의 유로 대회 본선에 올라 이 중 2016년 대회에서 조별리그에서의 3전 전무의 부진한 성적을 딛고 사상 첫 메이저 대회 우승컵을 들어올렸으며 자국에서 열린 2004년 대회에서는 준우승의 성과를 거두는 등 이전 7번의 유로 대회 본선에서 모두 단 한번의 조별리그 탈락 없이 꾸준히 토너먼트 진출을 이뤄냈다.

### FIFA 컨페더레이션스컵
UEFA 유로 2016 우승팀 자격으로 2017년 컨페드컵에 출전하여 이 대회 5경기에서 3승 2무의 성적으로 3위에 입상하는 기염을 토했다.

### 하계 올림픽
성인대표팀으로는 1928년 대회에 유일하게 출전하여 이 대회에서 8강에 올랐고 U-23 대표팀으로는 3번 출전하여 1996년 대회에서 사상 첫 올림픽 4강에 이름을 올렸으나 메달 획득에는 실패했다.

### UEFA 네이션스리그

#### 2018-19년 리그 A
유럽 네이션스리그 첫 시즌 리그 A에서 2승 2무·3조 1위로 4강 진출에 성공했고 이후 4강에서 팀의 에이스인 크리스티아누 호날두의 해트트릭을 앞세워 스위스를 3-1로 꺾고 결승에 진출했다. 그리고 결승에서도 네덜란드를 1-0으로 꺾으면서 UEFA 유로 2016에 이어 또 다시 메이저 대회 우승 트로피를 들어올렸다.

## 기타 국제 대회 경력
1972년 브라질 독립컵에서는 개최국 브라질에 이어 준우승을 달성했고 1995년 스카이돔컵에서는 사상 처음으로 국제 대회 우승을 차지했다.

## 내력

### 초기
포르투갈 축구협회는 1914년 União Portuguesa de Futebol란 이름으로(1926년에 현재 이름으로 변경) 설립되었고 협회는 국가차원의 축구 대회(당시에는 지역 대회만 존재)를 만드는데 집중하였다. 또 포르투갈 대표팀이 여러 다른 국가들과 경기를 펼칠 수 있도록 노력하였으나 제1차 세계 대전으로 인해 그 꿈은 7년동안 이뤄지지 못했다. 포르투갈은 1921년 12월 18일 스페인을 상대로 첫 국제 A매치를 치렀고 다음 해에는 현재의 타사 드 포르투갈에 해당하는 토너먼트 대회였던 캄페오나토 드 포르투갈을 설립하여 우승팀에게는 '포르투갈 챔피언'이라는 칭호가 주어졌다.

## 국제대회 기록

### FIFA 월드컵
| FIFA 월드컵 본선 기록   | FIFA 월드컵 본선 기록          | FIFA 월드컵 본선 기록          | FIFA 월드컵 본선 기록          | FIFA 월드컵 본선 기록          | FIFA 월드컵 본선 기록          | FIFA 월드컵 본선 기록          | FIFA 월드컵 본선 기록          | FIFA 월드컵 본선 기록          | FIFA 월드컵 본선 기록          | FIFA 월드컵 예선 기록                   | FIFA 월드컵 예선 기록                   | FIFA 월드컵 예선 기록                   | FIFA 월드컵 예선 기록                   | FIFA 월드컵 예선 기록                   | FIFA 월드컵 예선 기록                   | FIFA 월드컵 예선 기록                   |                  |
| 년도                    | 결과                           | 순위                           | 경기                           | 승                             | 무*                            | 패                             | 득점                           | 실점                           | 승점                           | 경기                                    | 승                                      | 무*                                     | 패                                      | 득점                                    | 실점                                    | 승점                                    |                  |
| ----------------------- | ------------------------------ | ------------------------------ | ------------------------------ | ------------------------------ | ------------------------------ | ------------------------------ | ------------------------------ | ------------------------------ | ------------------------------ | --------------------------------------- | --------------------------------------- | --------------------------------------- | --------------------------------------- | --------------------------------------- | --------------------------------------- | --------------------------------------- | ---------------- |
| 1930년                  | 불참                           | 불참                           | 불참                           | 불참                           | 불참                           | 불참                           | 불참                           | 불참                           | 불참                           | 불참                                    | 불참                                    | 불참                                    | 불참                                    | 불참                                    | 불참                                    | 불참                                    |                  |
| 1934년                  | 예선 탈락                      | 예선 탈락                      | 예선 탈락                      | 예선 탈락                      | 예선 탈락                      | 예선 탈락                      | 예선 탈락                      | 예선 탈락                      | 예선 탈락                      | 2                                       | 0                                       | 0                                       | 2                                       | 1                                       | 11                                      | 0                                       |                  |
| 1938년                  | 예선 탈락                      | 예선 탈락                      | 예선 탈락                      | 예선 탈락                      | 예선 탈락                      | 예선 탈락                      | 예선 탈락                      | 예선 탈락                      | 예선 탈락                      | 1                                       | 0                                       | 0                                       | 1                                       | 1                                       | 2                                       | 0                                       |                  |
| 1950년                  | 예선 탈락 → FIFA의 초청 → 기권 | 예선 탈락 → FIFA의 초청 → 기권 | 예선 탈락 → FIFA의 초청 → 기권 | 예선 탈락 → FIFA의 초청 → 기권 | 예선 탈락 → FIFA의 초청 → 기권 | 예선 탈락 → FIFA의 초청 → 기권 | 예선 탈락 → FIFA의 초청 → 기권 | 예선 탈락 → FIFA의 초청 → 기권 | 예선 탈락 → FIFA의 초청 → 기권 | 2                                       | 0                                       | 1                                       | 1                                       | 3                                       | 7                                       | 1(기권)                                 |                  |
| 1954년                  | 예선 탈락                      | 예선 탈락                      | 예선 탈락                      | 예선 탈락                      | 예선 탈락                      | 예선 탈락                      | 예선 탈락                      | 예선 탈락                      | 예선 탈락                      | 2                                       | 0                                       | 1                                       | 1                                       | 1                                       | 9                                       | 1                                       |                  |
| 1958년                  | 예선 탈락                      | 예선 탈락                      | 예선 탈락                      | 예선 탈락                      | 예선 탈락                      | 예선 탈락                      | 예선 탈락                      | 예선 탈락                      | 예선 탈락                      | 4                                       | 1                                       | 1                                       | 2                                       | 4                                       | 7                                       | 4                                       |                  |
| 1962년                  | 예선 탈락                      | 예선 탈락                      | 예선 탈락                      | 예선 탈락                      | 예선 탈락                      | 예선 탈락                      | 예선 탈락                      | 예선 탈락                      | 예선 탈락                      | 4                                       | 1                                       | 1                                       | 2                                       | 9                                       | 7                                       | 4                                       |                  |
| 1966년                  | 4강                            | 3위                            | 6                              | 5                              | 0                              | 1                              | 17                             | 8                              | 15                             | 6                                       | 4                                       | 1                                       | 1                                       | 9                                       | 4                                       | 13                                      |                  |
| 1970년                  | 예선 탈락                      | 예선 탈락                      | 예선 탈락                      | 예선 탈락                      | 예선 탈락                      | 예선 탈락                      | 예선 탈락                      | 예선 탈락                      | 예선 탈락                      | 6                                       | 1                                       | 2                                       | 3                                       | 8                                       | 10                                      | 5                                       |                  |
| 1974년                  | 예선 탈락                      | 예선 탈락                      | 예선 탈락                      | 예선 탈락                      | 예선 탈락                      | 예선 탈락                      | 예선 탈락                      | 예선 탈락                      | 예선 탈락                      | 6                                       | 2                                       | 3                                       | 1                                       | 10                                      | 6                                       | 9                                       |                  |
| 1978년                  | 예선 탈락                      | 예선 탈락                      | 예선 탈락                      | 예선 탈락                      | 예선 탈락                      | 예선 탈락                      | 예선 탈락                      | 예선 탈락                      | 예선 탈락                      | 6                                       | 4                                       | 1                                       | 1                                       | 12                                      | 6                                       | 13                                      |                  |
| 1982년                  | 예선 탈락                      | 예선 탈락                      | 예선 탈락                      | 예선 탈락                      | 예선 탈락                      | 예선 탈락                      | 예선 탈락                      | 예선 탈락                      | 예선 탈락                      | 8                                       | 3                                       | 1                                       | 4                                       | 8                                       | 11                                      | 10                                      |                  |
| 1986년                  | 조별리그                       | 17위                           | 3                              | 1                              | 0                              | 2                              | 2                              | 4                              | 3                              | 8                                       | 5                                       | 0                                       | 3                                       | 12                                      | 10                                      | 15                                      |                  |
| 1990년                  | 예선 탈락                      | 예선 탈락                      | 예선 탈락                      | 예선 탈락                      | 예선 탈락                      | 예선 탈락                      | 예선 탈락                      | 예선 탈락                      | 예선 탈락                      | 8                                       | 4                                       | 2                                       | 2                                       | 11                                      | 8                                       | 14                                      |                  |
| 1994년                  | 예선 탈락                      | 예선 탈락                      | 예선 탈락                      | 예선 탈락                      | 예선 탈락                      | 예선 탈락                      | 예선 탈락                      | 예선 탈락                      | 예선 탈락                      | 10                                      | 6                                       | 2                                       | 2                                       | 18                                      | 5                                       | 20                                      |                  |
| 1998년                  | 예선 탈락                      | 예선 탈락                      | 예선 탈락                      | 예선 탈락                      | 예선 탈락                      | 예선 탈락                      | 예선 탈락                      | 예선 탈락                      | 예선 탈락                      | 10                                      | 5                                       | 4                                       | 1                                       | 12                                      | 4                                       | 19                                      |                  |
| 2002년                  | 조별리그                       | 21위                           | 3                              | 1                              | 0                              | 2                              | 6                              | 4                              | 3                              | 10                                      | 7                                       | 3                                       | 0                                       | 33                                      | 7                                       | 24                                      |                  |
| 2006년                  | 4강                            | 4위                            | 7                              | 4                              | 1                              | 2                              | 7                              | 5                              | 13                             | 12                                      | 9                                       | 3                                       | 0                                       | 35                                      | 5                                       | 30                                      |                  |
| 2010년                  | 16강                           | 11위                           | 4                              | 1                              | 2                              | 1                              | 7                              | 1                              | 5                              | 12                                      | 7                                       | 4                                       | 1                                       | 19                                      | 5                                       | 25                                      |                  |
| 2014년                  | 조별리그                       | 18위                           | 3                              | 1                              | 1                              | 1                              | 4                              | 7                              | 4                              | 12                                      | 8                                       | 3                                       | 1                                       | 24                                      | 11                                      | 27                                      |                  |
| 2018년                  | 16강                           | 13위                           | 4                              | 1                              | 2                              | 1                              | 6                              | 6                              | 5                              | 10                                      | 9                                       | 0                                       | 1                                       | 32                                      | 4                                       | 27                                      |                  |
| 2022년                  | 8강                            | 8위                            | 5                              | 3                              | 0                              | 2                              | 12                             | 6                              | 9                              | 10                                      | 7                                       | 2                                       | 1                                       | 22                                      | 7                                       | 23                                      |                  |
| 2026년                  | 미정                           | 미정                           | 미정                           | 미정                           | 미정                           | 미정                           | 미정                           | 미정                           | 미정                           | 시작 전                                 | 시작 전                                 | 시작 전                                 | 시작 전                                 | 시작 전                                 | 시작 전                                 | 시작 전                                 | 시작 전          |
| 월드컵 100주년() 2030년 | 자동 본선 진출                 | 자동 본선 진출                 | 자동 본선 진출                 | 자동 본선 진출                 | 자동 본선 진출                 | 자동 본선 진출                 | 자동 본선 진출                 | 자동 본선 진출                 | 자동 본선 진출                 | 자동참가(개최국)                        | 자동참가(개최국)                        | 자동참가(개최국)                        | 자동참가(개최국)                        | 자동참가(개최국)                        | 자동참가(개최국)                        | 자동참가(개최국)                        | 자동참가(개최국) |
| 2034년                  | 미정                           | 미정                           | 미정                           | 미정                           | 미정                           | 미정                           | 미정                           | 미정                           | 미정                           | 시작 전                                 | 시작 전                                 | 시작 전                                 | 시작 전                                 | 시작 전                                 | 시작 전                                 | 시작 전                                 | 시작 전          |
| 합계                    | 8회 진출(8/22)                 | 4강(3위, 4위)                  | 35                             | 17                             | 5                              | 13                             | 59                             | 42                             | 56                             | 149                                     | 83                                      | 35                                      | 31                                      | 284                                     | 146                                     | 284                                     |                  |
| 순위                    | FIFA 월드컵 역대 순위 : 16위   | FIFA 월드컵 역대 순위 : 16위   | FIFA 월드컵 역대 순위 : 16위   | FIFA 월드컵 역대 순위 : 16위   | FIFA 월드컵 역대 순위 : 16위   | FIFA 월드컵 역대 순위 : 16위   | FIFA 월드컵 역대 순위 : 16위   | FIFA 월드컵 역대 순위 : 16위   | FIFA 월드컵 역대 순위 : 16위   | 월드컵 예선 승점 순위 : 10위 (유럽 4위) | 월드컵 예선 승점 순위 : 10위 (유럽 4위) | 월드컵 예선 승점 순위 : 10위 (유럽 4위) | 월드컵 예선 승점 순위 : 10위 (유럽 4위) | 월드컵 예선 승점 순위 : 10위 (유럽 4위) | 월드컵 예선 승점 순위 : 10위 (유럽 4위) | 월드컵 예선 승점 순위 : 10위 (유럽 4위) |                  |

### UEFA 유럽 축구 선수권 대회
| UEFA 유로 대회 본선 | UEFA 유로 대회 본선                   | UEFA 유로 대회 본선                   | UEFA 유로 대회 본선                   | UEFA 유로 대회 본선                   | UEFA 유로 대회 본선                   | UEFA 유로 대회 본선                   | UEFA 유로 대회 본선                   | UEFA 유로 대회 본선                   | UEFA 유로 대회 본선                   | UEFA 유로 대회 예선       | UEFA 유로 대회 예선       | UEFA 유로 대회 예선       | UEFA 유로 대회 예선       | UEFA 유로 대회 예선       | UEFA 유로 대회 예선       | UEFA 유로 대회 예선       |
| 년도                | 결과                                  | 순위                                  | 경기                                  | 승                                    | 무*                                   | 패                                    | 득점                                  | 실점                                  | 승점                                  | 경기                      | 승                        | 무*                       | 패                        | 득점                      | 실점                      | 승점                      |
| ------------------- | ------------------------------------- | ------------------------------------- | ------------------------------------- | ------------------------------------- | ------------------------------------- | ------------------------------------- | ------------------------------------- | ------------------------------------- | ------------------------------------- | ------------------------- | ------------------------- | ------------------------- | ------------------------- | ------------------------- | ------------------------- | ------------------------- |
| 1960년              | 예선 탈락                             | 예선 탈락                             | 예선 탈락                             | 예선 탈락                             | 예선 탈락                             | 예선 탈락                             | 예선 탈락                             | 예선 탈락                             | 예선 탈락                             | 4                         | 3                         | 0                         | 1                         | 8                         | 8                         | 9                         |
| 1964년              | 예선 탈락                             | 예선 탈락                             | 예선 탈락                             | 예선 탈락                             | 예선 탈락                             | 예선 탈락                             | 예선 탈락                             | 예선 탈락                             | 예선 탈락                             | 3                         | 1                         | 0                         | 2                         | 4                         | 5                         | 3                         |
| 1968년              | 예선 탈락                             | 예선 탈락                             | 예선 탈락                             | 예선 탈락                             | 예선 탈락                             | 예선 탈락                             | 예선 탈락                             | 예선 탈락                             | 예선 탈락                             | 6                         | 2                         | 2                         | 2                         | 6                         | 6                         | 8                         |
| 1972년              | 예선 탈락                             | 예선 탈락                             | 예선 탈락                             | 예선 탈락                             | 예선 탈락                             | 예선 탈락                             | 예선 탈락                             | 예선 탈락                             | 예선 탈락                             | 6                         | 3                         | 1                         | 2                         | 10                        | 6                         | 10                        |
| 1976년              | 예선 탈락                             | 예선 탈락                             | 예선 탈락                             | 예선 탈락                             | 예선 탈락                             | 예선 탈락                             | 예선 탈락                             | 예선 탈락                             | 예선 탈락                             | 6                         | 2                         | 3                         | 1                         | 5                         | 7                         | 9                         |
| 1980년              | 예선 탈락                             | 예선 탈락                             | 예선 탈락                             | 예선 탈락                             | 예선 탈락                             | 예선 탈락                             | 예선 탈락                             | 예선 탈락                             | 예선 탈락                             | 8                         | 4                         | 1                         | 3                         | 10                        | 11                        | 13                        |
| 1984년              | 4강                                   | 4위                                   | 4                                     | 1                                     | 2                                     | 1                                     | 4                                     | 4                                     | 5                                     | 6                         | 5                         | 0                         | 1                         | 11                        | 6                         | 15                        |
| 1988년              | 예선 탈락                             | 예선 탈락                             | 예선 탈락                             | 예선 탈락                             | 예선 탈락                             | 예선 탈락                             | 예선 탈락                             | 예선 탈락                             | 예선 탈락                             | 8                         | 2                         | 4                         | 2                         | 6                         | 8                         | 10                        |
| 1992년              | 예선 탈락                             | 예선 탈락                             | 예선 탈락                             | 예선 탈락                             | 예선 탈락                             | 예선 탈락                             | 예선 탈락                             | 예선 탈락                             | 예선 탈락                             | 8                         | 5                         | 1                         | 2                         | 11                        | 4                         | 16                        |
| 1996년              | 8강                                   | 5위                                   | 4                                     | 2                                     | 1                                     | 1                                     | 5                                     | 2                                     | 7                                     | 10                        | 7                         | 2                         | 1                         | 29                        | 7                         | 23                        |
| 2000년              | 4강                                   | 4위                                   | 5                                     | 4                                     | 0                                     | 1                                     | 10                                    | 4                                     | 12                                    | 10                        | 7                         | 2                         | 1                         | 32                        | 4                         | 23                        |
| 2004년              | 준우승                                | 2위                                   | 6                                     | 3                                     | 1                                     | 2                                     | 8                                     | 6                                     | 10                                    | 자동 참가(개최국)         | 자동 참가(개최국)         | 자동 참가(개최국)         | 자동 참가(개최국)         | 자동 참가(개최국)         | 자동 참가(개최국)         | 자동 참가(개최국)         |
| 2008년              | 8강                                   | 7위                                   | 4                                     | 2                                     | 0                                     | 2                                     | 7                                     | 6                                     | 6                                     | 14                        | 7                         | 6                         | 1                         | 24                        | 10                        | 27                        |
| 2012년              | 4강                                   | 4위                                   | 5                                     | 3                                     | 1                                     | 1                                     | 6                                     | 4                                     | 10                                    | 10                        | 6                         | 2                         | 2                         | 27                        | 14                        | 20                        |
| 2016년              | 우승                                  | 1위                                   | 7                                     | 3                                     | 4                                     | 0                                     | 9                                     | 5                                     | 13                                    | 8                         | 7                         | 0                         | 1                         | 11                        | 5                         | 21                        |
| 2020년              | 16강                                  | 13위                                  | 4                                     | 1                                     | 1                                     | 2                                     | 8                                     | 8                                     | 4                                     | 8                         | 5                         | 2                         | 1                         | 22                        | 6                         | 17                        |
| 2024년              | 8강                                   | 8위                                   | 5                                     | 2                                     | 2                                     | 1                                     | 5                                     | 3                                     | 8                                     | 10                        | 10                        | 0                         | 0                         | 36                        | 2                         | 30                        |
| 합계                | 9회 진출(9/17)                        | 우승(1회)                             | 44                                    | 21                                    | 12                                    | 11                                    | 62                                    | 42                                    | 75                                    | 125                       | 76                        | 26                        | 23                        | 252                       | 109                       | 254                       |
| 순위                | UEFA 유럽 축구 선수권 대회 순위 : 6위 | UEFA 유럽 축구 선수권 대회 순위 : 6위 | UEFA 유럽 축구 선수권 대회 순위 : 6위 | UEFA 유럽 축구 선수권 대회 순위 : 6위 | UEFA 유럽 축구 선수권 대회 순위 : 6위 | UEFA 유럽 축구 선수권 대회 순위 : 6위 | UEFA 유럽 축구 선수권 대회 순위 : 6위 | UEFA 유럽 축구 선수권 대회 순위 : 6위 | UEFA 유럽 축구 선수권 대회 순위 : 6위 | 유로 예선 승점 순위 : 9위 | 유로 예선 승점 순위 : 9위 | 유로 예선 승점 순위 : 9위 | 유로 예선 승점 순위 : 9위 | 유로 예선 승점 순위 : 9위 | 유로 예선 승점 순위 : 9위 | 유로 예선 승점 순위 : 9위 |

### FIFA 컨페더레이션스컵
| FIFA 컨페더레이션스컵 기록 | FIFA 컨페더레이션스컵 기록            | FIFA 컨페더레이션스컵 기록            | FIFA 컨페더레이션스컵 기록            | FIFA 컨페더레이션스컵 기록            | FIFA 컨페더레이션스컵 기록            | FIFA 컨페더레이션스컵 기록            | FIFA 컨페더레이션스컵 기록            | FIFA 컨페더레이션스컵 기록            | FIFA 컨페더레이션스컵 기록            |
| 년도                       | 결과                                  | 순위                                  | 경기                                  | 승                                    | 무*                                   | 패                                    | 득점                                  | 실점                                  | 승점                                  |
| -------------------------- | ------------------------------------- | ------------------------------------- | ------------------------------------- | ------------------------------------- | ------------------------------------- | ------------------------------------- | ------------------------------------- | ------------------------------------- | ------------------------------------- |
| 1992년                     | 진출 실패                             | 진출 실패                             | 진출 실패                             | 진출 실패                             | 진출 실패                             | 진출 실패                             | 진출 실패                             | 진출 실패                             | 진출 실패                             |
| 1995년                     | 진출 실패                             | 진출 실패                             | 진출 실패                             | 진출 실패                             | 진출 실패                             | 진출 실패                             | 진출 실패                             | 진출 실패                             | 진출 실패                             |
| 1997년                     | 진출 실패                             | 진출 실패                             | 진출 실패                             | 진출 실패                             | 진출 실패                             | 진출 실패                             | 진출 실패                             | 진출 실패                             | 진출 실패                             |
| 1999년                     | 진출 실패                             | 진출 실패                             | 진출 실패                             | 진출 실패                             | 진출 실패                             | 진출 실패                             | 진출 실패                             | 진출 실패                             | 진출 실패                             |
| 2001년                     | 진출 실패                             | 진출 실패                             | 진출 실패                             | 진출 실패                             | 진출 실패                             | 진출 실패                             | 진출 실패                             | 진출 실패                             | 진출 실패                             |
| 2003년                     | 진출 실패                             | 진출 실패                             | 진출 실패                             | 진출 실패                             | 진출 실패                             | 진출 실패                             | 진출 실패                             | 진출 실패                             | 진출 실패                             |
| 2005년                     | 진출 실패                             | 진출 실패                             | 진출 실패                             | 진출 실패                             | 진출 실패                             | 진출 실패                             | 진출 실패                             | 진출 실패                             | 진출 실패                             |
| 2009년                     | 진출 실패                             | 진출 실패                             | 진출 실패                             | 진출 실패                             | 진출 실패                             | 진출 실패                             | 진출 실패                             | 진출 실패                             | 진출 실패                             |
| 2013년                     | 진출 실패                             | 진출 실패                             | 진출 실패                             | 진출 실패                             | 진출 실패                             | 진출 실패                             | 진출 실패                             | 진출 실패                             | 진출 실패                             |
| 2017년                     | 4강                                   | 3위                                   | 5                                     | 3                                     | 2                                     | 0                                     | 9                                     | 3                                     | 11                                    |
| 합계                       | 1회 진출(1/10)                        | 3위(1회)                              | 5                                     | 3                                     | 2                                     | 0                                     | 9                                     | 3                                     | 11                                    |
| 순위                       | FIFA 컨페더레이션스컵 역대 순위: 12위 | FIFA 컨페더레이션스컵 역대 순위: 12위 | FIFA 컨페더레이션스컵 역대 순위: 12위 | FIFA 컨페더레이션스컵 역대 순위: 12위 | FIFA 컨페더레이션스컵 역대 순위: 12위 | FIFA 컨페더레이션스컵 역대 순위: 12위 | FIFA 컨페더레이션스컵 역대 순위: 12위 | FIFA 컨페더레이션스컵 역대 순위: 12위 | FIFA 컨페더레이션스컵 역대 순위: 12위 |

### 하계 올림픽
| 올림픽 축구 기록 | 올림픽 축구 기록 | 올림픽 축구 기록 | 올림픽 축구 기록 | 올림픽 축구 기록 | 올림픽 축구 기록 | 올림픽 축구 기록 | 올림픽 축구 기록 | 올림픽 축구 기록 | 올림픽 축구 기록 |
| 년도             | 결과             | 순위             | 경기             | 승               | 무*              | 패               | 득점             | 실점             | 승점             |
| ---------------- | ---------------- | ---------------- | ---------------- | ---------------- | ---------------- | ---------------- | ---------------- | ---------------- | ---------------- |
| 1900년           | 불참             | 불참             | 불참             | 불참             | 불참             | 불참             | 불참             | 불참             | 불참             |
| 1904년           | 불참             | 불참             | 불참             | 불참             | 불참             | 불참             | 불참             | 불참             | 불참             |
| 1908년           | 불참             | 불참             | 불참             | 불참             | 불참             | 불참             | 불참             | 불참             | 불참             |
| 1912년           | 불참             | 불참             | 불참             | 불참             | 불참             | 불참             | 불참             | 불참             | 불참             |
| 1920년           | 불참             | 불참             | 불참             | 불참             | 불참             | 불참             | 불참             | 불참             | 불참             |
| 1924년           | 불참             | 불참             | 불참             | 불참             | 불참             | 불참             | 불참             | 불참             | 불참             |
| 1928년           | 8강              | 5위              | 3                | 2                | 0                | 1                | 7                | 5                | 6                |
| 1936년           | 불참             | 불참             | 불참             | 불참             | 불참             | 불참             | 불참             | 불참             | 불참             |
| 1948년           | 불참             | 불참             | 불참             | 불참             | 불참             | 불참             | 불참             | 불참             | 불참             |
| 1952년           | 불참             | 불참             | 불참             | 불참             | 불참             | 불참             | 불참             | 불참             | 불참             |
| 1956년           | 불참             | 불참             | 불참             | 불참             | 불참             | 불참             | 불참             | 불참             | 불참             |
| 1960년           | 진출 실패        | 진출 실패        | 진출 실패        | 진출 실패        | 진출 실패        | 진출 실패        | 진출 실패        | 진출 실패        | 진출 실패        |
| 1964년           | 진출 실패        | 진출 실패        | 진출 실패        | 진출 실패        | 진출 실패        | 진출 실패        | 진출 실패        | 진출 실패        | 진출 실패        |
| 1968년           | 진출 실패        | 진출 실패        | 진출 실패        | 진출 실패        | 진출 실패        | 진출 실패        | 진출 실패        | 진출 실패        | 진출 실패        |
| 1972년           | 진출 실패        | 진출 실패        | 진출 실패        | 진출 실패        | 진출 실패        | 진출 실패        | 진출 실패        | 진출 실패        | 진출 실패        |
| 1976년           | 진출 실패        | 진출 실패        | 진출 실패        | 진출 실패        | 진출 실패        | 진출 실패        | 진출 실패        | 진출 실패        | 진출 실패        |
| 1980년           | 진출 실패        | 진출 실패        | 진출 실패        | 진출 실패        | 진출 실패        | 진출 실패        | 진출 실패        | 진출 실패        | 진출 실패        |
| 1984년           | 진출 실패        | 진출 실패        | 진출 실패        | 진출 실패        | 진출 실패        | 진출 실패        | 진출 실패        | 진출 실패        | 진출 실패        |
| 1988년           | 진출 실패        | 진출 실패        | 진출 실패        | 진출 실패        | 진출 실패        | 진출 실패        | 진출 실패        | 진출 실패        | 진출 실패        |
| 1992년           | 진출 실패        | 진출 실패        | 진출 실패        | 진출 실패        | 진출 실패        | 진출 실패        | 진출 실패        | 진출 실패        | 진출 실패        |
| 1996년           | 4강              | 4위              | 6                | 2                | 2                | 2                | 6                | 10               | 8                |
| 2000년           | 진출 실패        | 진출 실패        | 진출 실패        | 진출 실패        | 진출 실패        | 진출 실패        | 진출 실패        | 진출 실패        | 진출 실패        |
| 2004년           | 조별리그         | 14위             | 3                | 1                | 0                | 2                | 6                | 9                | 3                |
| 2008년           | 진출 실패        | 진출 실패        | 진출 실패        | 진출 실패        | 진출 실패        | 진출 실패        | 진출 실패        | 진출 실패        | 진출 실패        |
| 2012년           | 진출 실패        | 진출 실패        | 진출 실패        | 진출 실패        | 진출 실패        | 진출 실패        | 진출 실패        | 진출 실패        | 진출 실패        |
| 2016년           | 8강              | 6위              | 4                | 2                | 1                | 1                | 5                | 6                | 7                |
| 합계             | 4회 진출(4/26)   | 4위(1회)         | 16               | 7                | 3                | 6                | 24               | 30               | 24               |

### 주요 성적
- FIFA 월드컵
  - 3위 (1): 1966년
  - 4위 (1): 2006년
- UEFA 유럽 축구 선수권 대회
  - 우승 (1): 2016
  - 준우승 (1): 2004
  - 준결승 (3): 1984, 2000, 2012
- UEFA 네이션스리그
  - 우승 (1): 2018-19

### 그 외 수상
- FIFA 월드컵 최고의 인기 팀
  - 수상 (1): 2006년

## 선수

### 현재 선수 명단
다음 선수들은 2024년 10월 12일  폴란드와 10월 15일  스코틀랜드와의 2024-25년 UEFA 네이션스리그에 출전하는 선수 명단이다.

출장 수와 골은 2024년 9월 8일  스코틀랜드전 이후의 기록이다.
| 번호 | 위치 | 선수                       | 생년월일 (나이)        | 출전 | 득점 | 소속                |
| ---- | ---- | -------------------------- | ---------------------- | ---- | ---- | ------------------- |
|      | GK   | 디오구 코스타              | 1999년 9월 19일(25세)  | 29   | 0    | 포르투              |
|      | GK   | 후이 실바                  | 1994년 2월 7일(31세)   | 1    | 0    | 레알 베티스         |
|      | GK   | 히카르두 벨류              | 1998년 8월 20일(26세)  | 0    | 0    | 파렌스              |
|      |      |                            |                        |      |      |                     |
|      | DF   | 후벵 디아스                | 1997년 5월 14일(27세)  | 62   | 3    | 맨체스터 시티       |
|      | DF   | 주앙 칸셀루                | 1994년 5월 27일(30세)  | 58   | 10   | 알힐랄              |
|      | DF   | 넬송 세메두                | 1993년 11월 16일(31세) | 37   | 0    | 울버햄프턴 원더러스 |
|      | DF   | 누누 멘드스                | 2002년 6월 19일(22세)  | 29   | 0    | 파리 생제르맹       |
|      | DF   | 디오구 달로                | 1999년 3월 18일(26세)  | 24   | 3    | 맨체스터 유나이티드 |
|      | DF   | 안토니우 실바              | 2003년 10월 30일(21세) | 15   | 0    | 벤피카              |
|      | DF   | 곤살루 이나시우            | 2001년 8월 25일(23세)  | 12   | 2    | 스포르팅 CP         |
|      | DF   | 헤나투 베이가              | 2003년 7월 29일(21세)  | 0    | 0    | 첼시                |
|      |      |                            |                        |      |      |                     |
|      | MF   | 베르나르두 실바 (부주장)   | 1994년 8월 10일(30세)  | 95   | 12   | 맨체스터 시티       |
|      | MF   | 브루누 페르난드스          | 1994년 9월 8일(30세)   | 73   | 24   | 맨체스터 유나이티드 |
|      | MF   | 후벵 네베스                | 1997년 3월 13일(28세)  | 52   | 0    | 알힐랄              |
|      | MF   | 주앙 팔리냐                | 1995년 7월 9일(29세)   | 32   | 2    | 바이에른 뮌헨       |
|      | MF   | 비티냐                     | 2000년 2월 13일(25세)  | 22   | 0    | 파리 생제르맹       |
|      | MF   | 오타비우                   | 1995년 2월 9일(30세)   | 20   | 3    | 알나스르            |
|      | MF   | 주앙 네베스                | 2004년 9월 27일(20세)  | 11   | 0    | 파리 생제르맹       |
|      | MF   | 사무 코스타                | 2000년 11월 27일(24세) | 0    | 0    | 마요르카            |
|      |      |                            |                        |      |      |                     |
|      | FW   | 크리스티아누 호날두 (주장) | 1985년 2월 5일(40세)   | 214  | 132  | 알나스르            |
|      | FW   | 디오구 조타                | 1996년 12월 4일(28세)  | 44   | 14   | 리버풀              |
|      | FW   | 주앙 펠릭스                | 1999년 11월 10일(25세) | 42   | 8    | 첼시                |
|      | FW   | 하파엘 레앙                | 1999년 6월 10일(25세)  | 33   | 4    | AC 밀란             |
|      | FW   | 페드루 네투                | 2000년 3월 9일(25세)   | 12   | 1    | 첼시                |
|      | FW   | 프란시스쿠 트링캉          | 1999년 12월 29일(25세) | 7    | 0    | 스포르팅 CP         |
|      | FW   | 프란시스쿠 콘세이상        | 2002년 12월 14일(22세) | 6    | 1    | 유벤투스            |

### 최근 차출
다음은 최근 12개월간 대표팀에 소집된 선수 명단이다.
| 위치 | 선수            | 생년월일 (나이)        | 출전 | 득점 | 소속                | 최근 소집                      |
| ---- | --------------- | ---------------------- | ---- | ---- | ------------------- | ------------------------------ |
| GK   | 조제 사         | 1993년 1월 17일(32세)  | 2    | 0    | 울버햄프턴 원더러스 | 2024년 9월 8일, 스코틀랜드전   |
| GK   | 후이 파트리시우 | 1988년 2월 15일(37세)  | 108  | 0    | 아탈란타            | UEFA 유로 2024                 |
| GK   | 사무엘 소아르스 | 2002년 6월 15일(22세)  | 0    | 0    | 벤피카              | 2024년 3월 26일, 슬로베니아전  |
|      |                 |                        |      |      |                     |                                |
| DF   | 티아구 산투스   | 2002년 7월 23일(22세)  | 0    | 0    | 릴                  | 2024년 9월 8일, 스코틀랜드전   |
| DF   | 페페            | 1983년 2월 26일(42세)  | 141  | 8    | 은퇴                | UEFA 유로 2024                 |
| DF   | 주앙 마리우     | 2000년 1월 3일(25세)   | 3    | 0    | 포르투              | 2024년 3월 26일, 슬로베니아전  |
| DF   | 토티 고메스     | 1999년 1월 16일(26세)  | 2    | 0    | 울버햄프턴 원더러스 | 2024년 3월 26일, 슬로베니아전  |
| DF   | 디오구 레이트   | 1999년 1월 23일(26세)  | 0    | 0    | 우니온 베를린       | 2024년 3월 26일, 슬로베니아전  |
| DF   | 하파엘 게헤이루 | 1993년 12월 22일(31세) | 65   | 4    | 바이에른 뮌헨       | 2024년 11월 19일, 아이슬란드전 |
|      |                 |                        |      |      |                     |                                |
| MF   | 페드루 곤살베스 | 1998년 6월 28일(26세)  | 3    | 0    | 스포르팅 CP         | 2024년 9월 8일, 스코틀랜드전   |
| MF   | 다닐루 페레이라 | 1991년 9월 9일(33세)   | 74   | 2    | 알이티하드          | UEFA 유로 2024                 |
| MF   | 마테우스 누네스 | 1998년 8월 27일(26세)  | 16   | 2    | 맨체스터 시티       | UEFA 유로 2024                 |
|      |                 |                        |      |      |                     |                                |
| FW   | 지오바니 쿠엔다 | 2007년 4월 30일(17세)  | 0    | 0    | 스포르팅 CP         | 2024년 9월 8일, 스코틀랜드전   |
| FW   | 곤살루 하무스   | 2001년 6월 20일(23세)  | 14   | 8    | 파리 생제르맹       | UEFA 유로 2024                 |
| FW   | 브루마          | 1994년 10월 24일(30세) | 12   | 2    | 브라가              | 2024년 3월 26일, 슬로베니아전  |
| FW   | 조타 실바       | 1999년 8월 1일(25세)   | 2    | 0    | 노팅엄 포리스트     | 2024년 3월 26일, 슬로베니아전  |
| FW   | 다니 모타       | 1998년 5월 2일(26세)   | 0    | 0    | 몬차                | 2024년 3월 26일, 슬로베니아전  |
| FW   | 히카르두 오르타 | 1994년 9월 15일(30세)  | 12   | 4    | 브라가              | 2023년 11월 19일, 아이슬란드전 |

범례
정: 출전 정지

부: 부상으로 선수단에서 제외

코: 코로나 19로 선수단에서 제외

은: 국가대표팀 은퇴

예: 예비 명단에 포함

### 이전 선수 명단
FIFA 월드컵
- 2022년 FIFA 월드컵 선수 명단 - 포르투갈
- 2018년 FIFA 월드컵 선수 명단 - 포르투갈
- 2014년 FIFA 월드컵 선수 명단 - 포르투갈
- 2010년 FIFA 월드컵 선수 명단 - 포르투갈
- 2006년 FIFA 월드컵 선수 명단 - 포르투갈
- 2002년 FIFA 월드컵 선수 명단 - 포르투갈
- 1986년 FIFA 월드컵 선수 명단 - 포르투갈
- 1966년 FIFA 월드컵 선수 명단 - 포르투갈

UEFA 유럽 축구 선수권 대회
- UEFA 유로 2024 선수 명단 - 포르투갈
- UEFA 유로 2020 선수 명단 - 포르투갈
- UEFA 유로 2016 선수 명단 - 포르투갈
- UEFA 유로 2012 선수 명단 - 포르투갈
- UEFA 유로 2008 선수 명단 - 포르투갈
- UEFA 유로 2004 선수 명단 - 포르투갈
- UEFA 유로 2000 선수 명단 - 포르투갈
- UEFA 유로 1996 선수 명단 - 포르투갈
- UEFA 유로 1984 선수 명단 - 포르투갈

## 통계

### 최다 출장 선수

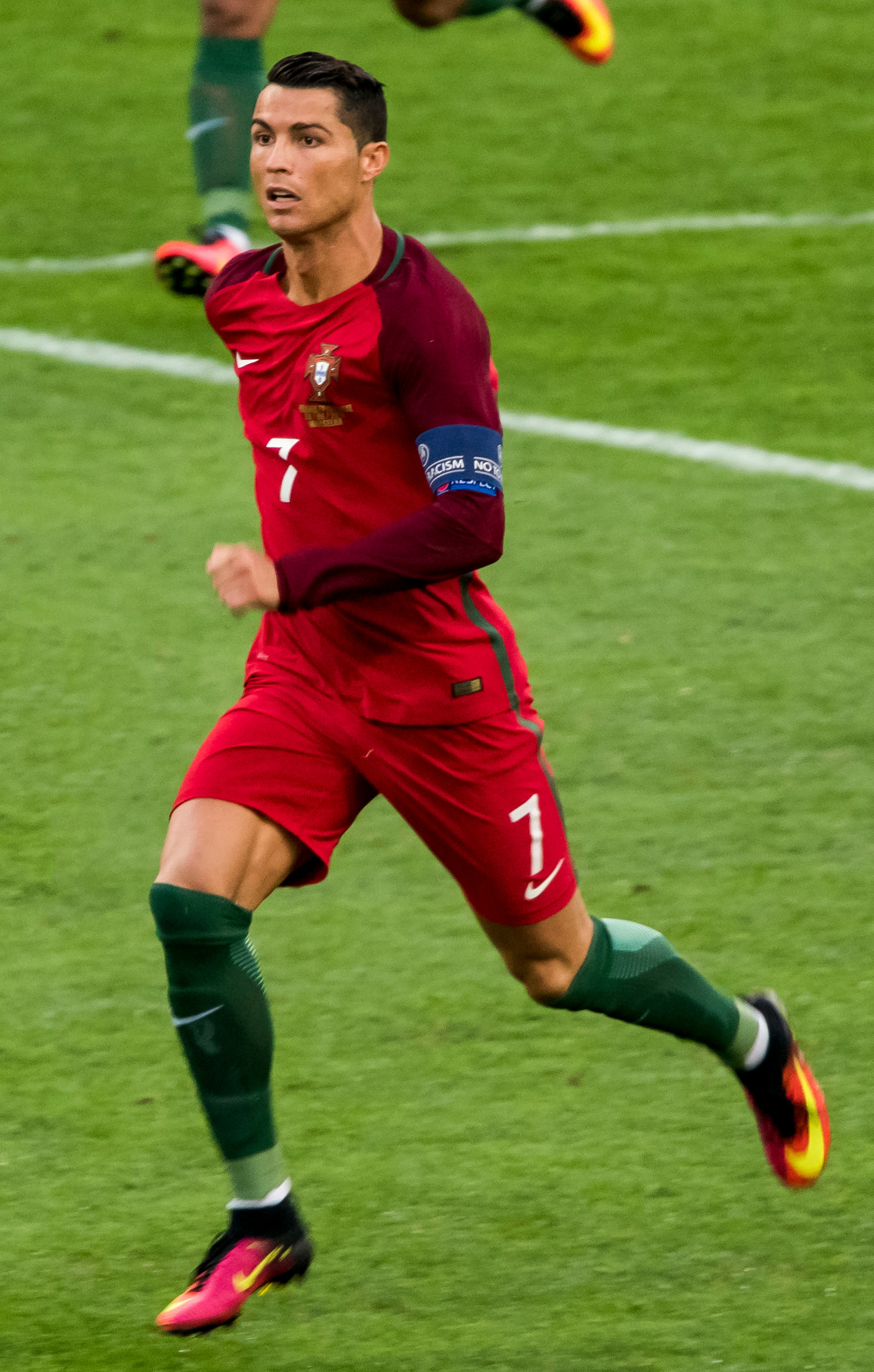
크리스티아누 호날두는 포르투갈의 최다 출장 선수이자 최다 득점 선수이다.

현역 선수는 강조 표시가 되어있다.
| #  | 성명                | 기간      | 출장 | 골  |
| -- | ------------------- | --------- | ---- | --- |
| 1  | 크리스티아누 호날두 | 2003–     | 196  | 118 |
| 2  | 주앙 무티뉴         | 2005–     | 146  | 7   |
| 3  | 페페                | 2007–     | 133  | 8   |
| 4  | 루이스 피구         | 1991–2006 | 127  | 32  |
| 5  | 나니                | 2006–2017 | 112  | 24  |
| 6  | 페르난두 코투       | 1990–2004 | 110  | 8   |
| 7  | 후이 파트리시우     | 2010–     | 105  | 0   |
| 8  | 브루누 알베스       | 2007–2018 | 96   | 11  |
| 9  | 후이 코스타         | 1993–2004 | 94   | 26  |
| 10 | 히카르두 카르발류   | 2003–2016 | 89   | 5   |

2022년 12월 10일 기준

### 최다 득점 선수
현역 선수는 강조 표시가 되어있다.
| #  | 선수                | 경력      | 골  | 출장 | 골평균 |
| -- | ------------------- | --------- | --- | ---- | ------ |
| 1  | 크리스티아누 호날두 | 2003–     | 118 | 196  | 0.61   |
| 2  | 파울레타            | 1997–2006 | 47  | 88   | 0.53   |
| 3  | 에우제비우          | 1961–1973 | 41  | 64   | 0.64   |
| 4  | 루이스 피구         | 1991–2006 | 32  | 127  | 0.25   |
| 5  | 누누 고메스         | 1996–2011 | 29  | 79   | 0.37   |
| 6  | 엘데르 포스티가     | 2003–2014 | 27  | 71   | 0.38   |
| 7  | 후이 코스타         | 1993–2004 | 26  | 94   | 0.28   |
| 8  | 나니                | 2006–2017 | 24  | 112  | 0.21   |
| 9  | 주앙 핀투           | 1991–2002 | 23  | 81   | 0.30   |
| 10 | 네네                | 1971–1984 | 22  | 66   | 0.33   |
| 10 | 시망                | 1998–2010 | 22  | 85   | 0.26   |

2022년 12월 10일 기준

### 역대 감독
| 이름                   | 활동 기간 |
| ---------------------- | --------- |
| 기술위원회             | 1921–1923 |
| 히베이루 두스 헤이스   | 1925–1926 |
| 칸디도 데 올리베이라   | 1926–1929 |
| 마이아 루레이루        | 1929      |
| 라우린두 그리조        | 1930      |
| 타바레스 다 실바       | 1931      |
| 살바도르 두 카르무     | 1932–1933 |
| 칸디도 데 올리베이라   | 1935–1945 |
| 타바레스 다 실바       | 1945–1947 |
| 비르질리우 파울라      | 1947–1948 |
| 아르만두 삼파이우      | 1949      |
| 살바도르 두 카르무     | 1950      |
| 타바레스 다 실바       | 1951      |
| 칸디도 데 올리베이라   | 1952      |
| 살바도르 두 카르무     | 1953–1954 |
| 타바레스 다 실바       | 1955–1957 |
| 조제 마리아 안투네스   | 1957–1960 |
| 아르만두 페헤이라      | 1961      |
| 페르난두 페이로테우    | 1961      |
| 아르만두 페헤이라      | 1962–1964 |
| 조제 마리아 안투네스   | 1962–1964 |
| 마누엘 다 루즈 안폰수  | 1964–1966 |
| 조제 고메스 다 실바    | 1967      |
| 조제 마리아 안투네스   | 1968–1969 |
| 조제 고메스 다 실바    | 1970–1971 |
| 조제 아우구스투        | 1972–1973 |
| 조제 마리아 페드로투   | 1973–1976 |
| 주카                   | 1977–1978 |
| 마리오 윌손            | 1978–1980 |
| 주카                   | 1980–1982 |
| 오투 글로히아          | 1982–1983 |
| 페르난두 카브리타      | 1983–1984 |
| 조제 아우구스투 토헤스 | 1984–1986 |
| 후이 세아브라          | 1986–1987 |
| 주카                   | 1987–1989 |
| 아르투르 조르즈        | 1990–1991 |
| 카를루스 케이루스      | 1991–1993 |
| 넬루 빙가다            | 1994      |
| 안토니우 올리베이라    | 1994–1996 |
| 아르투르 조르즈        | 1996–1997 |
| 움베르투 코엘류        | 1997–2000 |
| 안토니우 올리베이라    | 2000–2002 |
| 아고스티뉴 올리베이라  | 2002      |
| 루이스 펠리피 스콜라리 | 2003–2008 |
| 카를루스 케이루스      | 2008–2010 |
| 파울루 벤투            | 2010-2014 |
| 페르난두 산투스        | 2014-2022 |
| 로베르토 마르티네스    | 2023-     |